# 谭霈生
谭霈生（1933年—），男，河北蓟县人，中国戏剧理论家，中央戏剧学院教授。著有《论戏剧性》等。